# Corinna parvula
Corinna parvula is een spinnensoort uit de familie van de loopspinnen (Corinnidae).
De wetenschappelijke naam van de soort werd in 1940 gepubliceerd door Elizabeth Bangs Bryant.